# Hyllus maskaranus
Hyllus maskaranus là một loài nhện trong họ Salticidae.
Loài này thuộc chi Hyllus. Hyllus maskaranus được Alberto Barrion & James A. Litsinger miêu tả năm 1995.